# Làser d'estat sòlid
Un làser d'estat sòlid és un làser que utilitza un medi actiu que es troba en estat sòlid, en lloc d'un líquid com en els làsers de colorant o un gas com en els làsers de gas. Els làsers basats en els semiconductors també tenen un medi actiu en estat sòlid, però habitualment es consideren separadament de làsers d'estat sòlid (vegeu làser de semiconductors).

## Estructura i característiques
Els medis actius més comuns en els làsers d'estat sòlid són varetes de cristall de robí o vidres i cristalls amb impureses de neodimi. Els extrems de la vareta es tallen i es poleixen òpticament, de manera que les seves superfícies siguin paral·leles, i es recobreixen amb una capa reflectant no metàl·lica, normalment d'or. El mitjà d'excitació entra al medi actiu a través de la seva superfície al llarg de la vareta, mentre que el feix làser obtingut s'emet pels seus extrems.
Poden emetre de dues maneres. Normalment funcionen per polsos, generant una pulsació de llum durant un temps breu. S'han aconseguit polsos de només 1,2·10-14 segons, útils per a estudiar fenòmens físics de durada molt curta. La pulsació es realitza mitjançant llum de tubs de xenó, llums d'arc o llums de vapor metàl·lic. L'altra manera de produir l'emissió làser és de forma contínua, a través de llums halògens o d'alta pressió de mercuri.
Els làsers d'estat sòlid proporcionen les emissions de major energia. La gamma de freqüències s'ha ampliat des de l'infraroig (IR) fins a l'ultraviolat (UV) al multiplicar la freqüència original del làser amb cristalls de dihidrogenfosfat de potassi, i s'han obtingut longituds d'ona encara més curtes, corresponents a raigs X, focalitzant el feix d'un làser sobre blancs d'itri.

## Avantatges i inconvenients
Malgrat que s'hagin utilitzat els làsers tant en estat sòlid com en fase líquida o de vapor, el més utilitzat han sigut les dissolucions líquides, ja que aquest medi actiu tenia una elevada qualitat òptica i permetia el seu refredament a través d'un sistema de flux. No obstant això, l'ús de dissolucions líquides en els làsers presenta inconvenients, relacionat principalment amb les seves dimensions i toxicitat, difícil tractament i eliminació de les dissolucions líquides un cop utilitzades. A més, la circulació contínua dels líquids requereixen l'ús de bombes i un disseny de cèl·lules complexes, que fa que, juntament amb la mida i cost d'aquests sistemes, el seu ús sigui restringit fóra del laboratori.
Per tant, el làser d'estat sòlid, on les molècules s'incorporen a matrius sòlides, és una alternativa als làsers d'estat líquid, amb avantatges tant tecnològiques com econòmiques, com són la compactitat, facilitat d'operació i manteniment, absència de dissolucions tòxiques i inflamables i eliminació dels problemes produïts per les fluctuacions i evaporació dels dissolvents.
La utilització pràctica dels làsers d'estat sòlid ha estat frenada per la ràpida degradació que experimenten les molècules incorporades a matrius sòlides, de manera que l'energia emesa pel làser disminueix ràpidament amb el nombre de polsos emesos i en els primers models la seva emissió s'extingia completament després d'uns pocs centenars de polsos. No va ser fins a la dècada de 1990 que el desenvolupament de nous materials com a medi actiu, amb major resistència al dany per radiació i l'aparició de nous colorants més eficients i estables, van permetre arribar a avanços significatius pràctics.

## Tipus
Alguns dels tipus de làser d'estat sòlid més utilitzats són els següents:
- Làser de robí; el primer làser que es construí, avui en dia poc utilitzat.
- Làser Nd:YAG o làser de granat d'itri i alumini dopat amb neodimi (1.064 nm, es pot doblar en freqüència per donar 532 nm)
- Làsers dopat amb iterbi, com el Yb:YAG, el Yb:KGW, el Yb:KYW, el Yb:SYS, el Yb:BOYS o el Yb:CaF2 (al voltant de 1.020-1.050 nm); el Yb:YAG pot assolir altes potències en polsos ultracurts.
- Làser YAG dopat amb erbi (1.645 nm i 2.940 nm)
- Làser YAG dopat amb tuli (2.015 nm)
- Làser YAG dopat amb holmi (2.097 nm) molt usat en medicina.
- Làser de Ti:safir o làser de safir dopat amb titani; molt sintonitzable i usat en espectroscòpia.
- Làser de fibra dopat amb erbi; a partir de fibres òptiques i usat en telecomunicacions.